# 欣克利岩
欣克利岩（英語：Hinckley Rock）是南極洲的岩石，位於伊利沙伯女皇地，屬於彭薩科拉山脈中尼普頓山脈的一部分，美國地質調查局根據測量和美國海軍拍攝的空中照片繪入地圖，現時由南極條約體系管理。